# 니콜라이 차골로프
니콜라이 알렉산드로비치 차골로프(Николай Александрович Цаголов, 1904년 ~ 1985년)는 소비에트 연방의 경제학자이다.